# Hermandad del Cautivo (Cazalla de la Sierra)
Real, Ilustre y Fervorosa Hermandad y Cofradía de Nazarenos de Nuestro Padre Jesús Cautivo y Rescatado, María Santísima de la Amargura y San Juan Evangelista de Cazalla de la Sierra (Sevilla). Perteneciente al Arzobispado y Archidiócesis de Sevilla. 

## Historia
Existe una gran devoción al cautivo en Cazalla desde el siglo XIX, pero sin ser Hermandad, en el año 1938, y mediante cuestación popular, iniciada por unas devotas del cautivo, consiguen el dinero para encargar al escultor Antonio Alarcón (trabajaba en un taller de artesanos que existía en el Colegio de los Salesianos de Trinidad de Sevilla), la imagen del señor. Ya en el año 1946, se constituye esta Hermandad, formada por jóvenes de la localidad, saliendo en los primeros años en andas, el Jueves Santo, una vez concluidos los Santos Oficios. Fue durante esos años cuando la Hermandad alcanzó un gran esplendor.
En 1961, se adquiere la Imagen de María Santísima de la Amargura, obra del escultor Pineda Calderón. María Santísima comenzó a procesionar en el paso de la Hermandad de la Virgen del Carmen, sin palio y como es normal en un paso de Gloria.
Ya en la década de los setenta comienza un decaimiento de la Hermandad, llegando a procesionar durante unos años el Martes Santo solo el Señor Cautivo, debido a la falta de interés de los Hermanos.
Al comenzar las obras en la parroquia, no hay desfiles procesionales, ya que en los otros templos no caben los pasos, por lo que a las Imágenes les da cobijo la Hermandad de Nuestra Señora del Carmen, en su ermita, hasta que a finales del año 1992, se vuelve a abrir la Parroquia de Ntra Sra de Consolación al culto.
En el año 2003 la hermandad inicia un nuevo proceso de decadencia, ya que nadie se presenta a las elecciones convocadas, por lo que se hace cargo de la hermandad Eladio García Mancha, anterior consiliario, y Miguel Calzado Molina, Hermano Mayor, de la conservación y administración de los enseres, celebrando Vía+Crucis los Viernes de Dolores.
Cuatro años más tarde, en diciembre de 2007 un grupo de Hermanos se hacen cargo de la cofradía y constituyen una nueva Junta de Gobierno. Hasta 2012, la Hermandad goza de unos años de gran esplendor, procesionando el Marte Santo por las calles del pueblo. Durante estos años la popularidad aumenta, convirtiéndose en una de las hermandades más importantes.
En el año 2015, un grupo de Hermanos y devotos, decide volver a reactivar la Hermandad. Tras un año se forma la actual Junta de Gobierno, teniendo como proyecto principal la vuelta a la actividad y funcionamiento normal de esta cofradía.

## Titulares

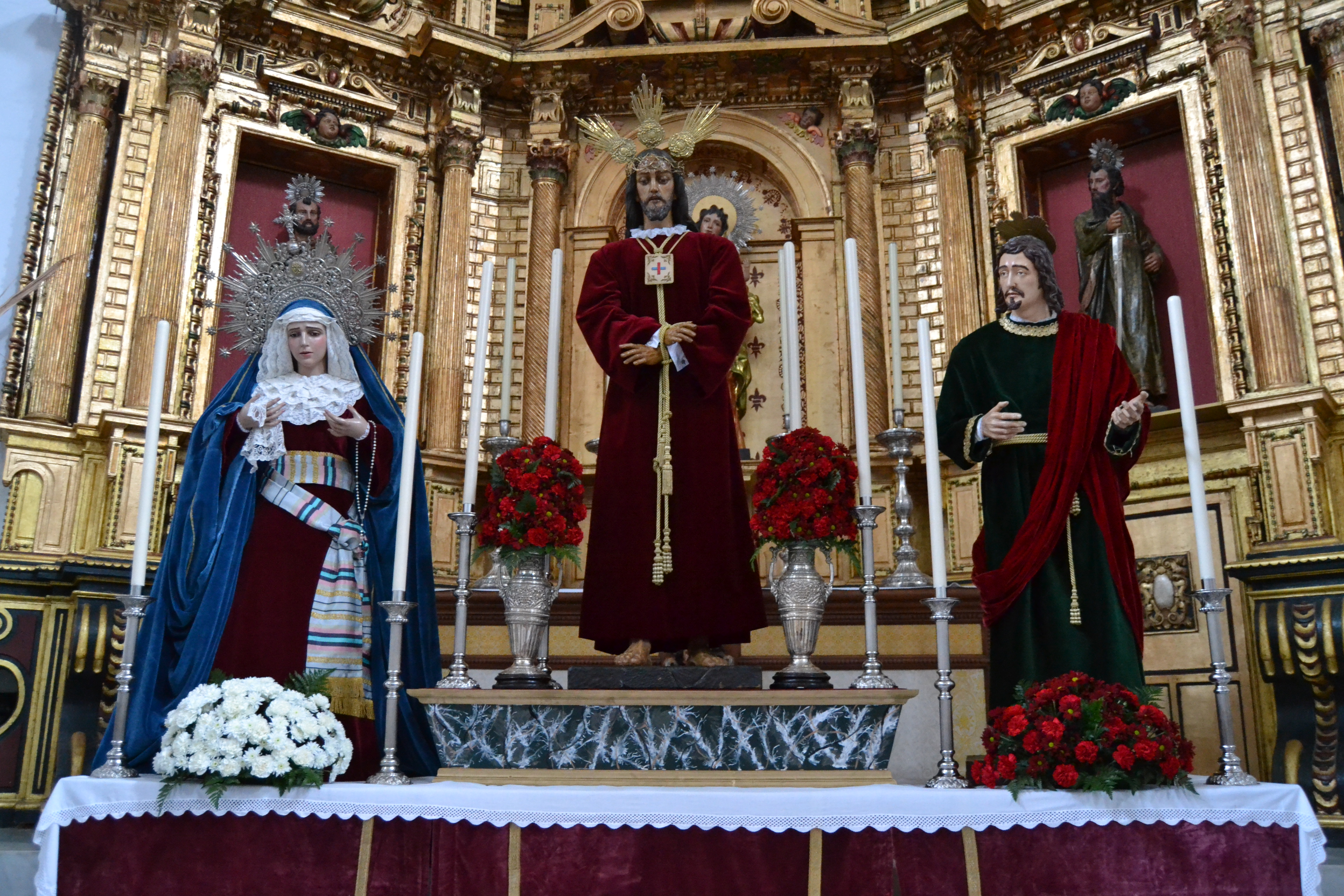
Titulares de la Hermandad del Cautivo de Cazalla de la Sierra

### Nuestro Padre Jesús Cautivo y Rescatado
La talla de nuestro titular fue realizada por José Alarcon Cruz en los años '40. La imagen en un principio era de candelero, pero con pies, tras una restauración se le realizó el actual cuerpo. La talla en origen tenía unas manos algo desproporcionadas, lo que llevó a la sustitución de estas. Las manos actuales de la imagen son las del antiguo ángel del misterio de la Oración en el Huerto de la Hermandad de la Vera-Cruz, desaparecido en los sucesos del '36. La imagen no lleva la corona de espinas tallada en el cráneo. Suele procesionar vestido de púrpura o de blanco. 
La imagen puede considerarse como la talla cristifera con más devoción en la localidad, aglutinando a una gran cantidad en los cultos internos como externos. Procesiona en un paso de madera dorada, alumbrado por cuatro grandes faroles. Este paso puede considerarse el más antiguo de Cazalla que aun procesiona. El exorno floral suele ser de claveles de color rojo o iris morados. Suele hacer la estación de penitencia en silencio, aunque ocasionalmente es acompañado por una banda de cornetas y tambores.

### María Santísima de la Amargura
María Stma de la Amargura es una talla realizada en 1961 por el escultor Manuel Pineda Calderon. Sigue claramente la estética de este artista, lo cual hace que tenga parecido con otras imágenes de su producción. Se trata de una imagen de candelero, siguiendo la estética sevillana de las dolorosas. En el caso de esta talla, la imagen no ha tenido grande cambios desde su realización. El gesto de dolor de la imagen es evidente, reflejando el camino de María por la calle de la Amargura.

### San Juan Evangelista
San Juan es la talla más moderna que posee la Hdad. Esta talla fue realizada en Cazalla por un hermano de esta Hdad, concretamente por la carpintería Rosendo. Esta imagen representa a San Juan de una manera dialogante con la Virgen, que a su vez muestra con su rostro preocupación por esta. Es una talla de grandes dimensiones, reflejando claramente a un hombre. Cabe destacar sus grandes manos que llaman la atención cuando la imagen de la Virgen y San Juan se encuentran juntas.

## Hábito
- El habito del nazareno se compone de las siguientes partes:

Túnica de salga color azabache, sin abotonadura y agarrada a la cintura con un cíngulo de color burdeos. Capa de color blanco, también en salga. El capirote también ha de ser de color azabache, llevando en su parte inferior la cruz trinitaria en raso azul y burdeos. Los guantes han de ser de color blanco, y colgada del cuello la medalla de la hermandad sin que se pueda ver.

## Estación de Penitencia

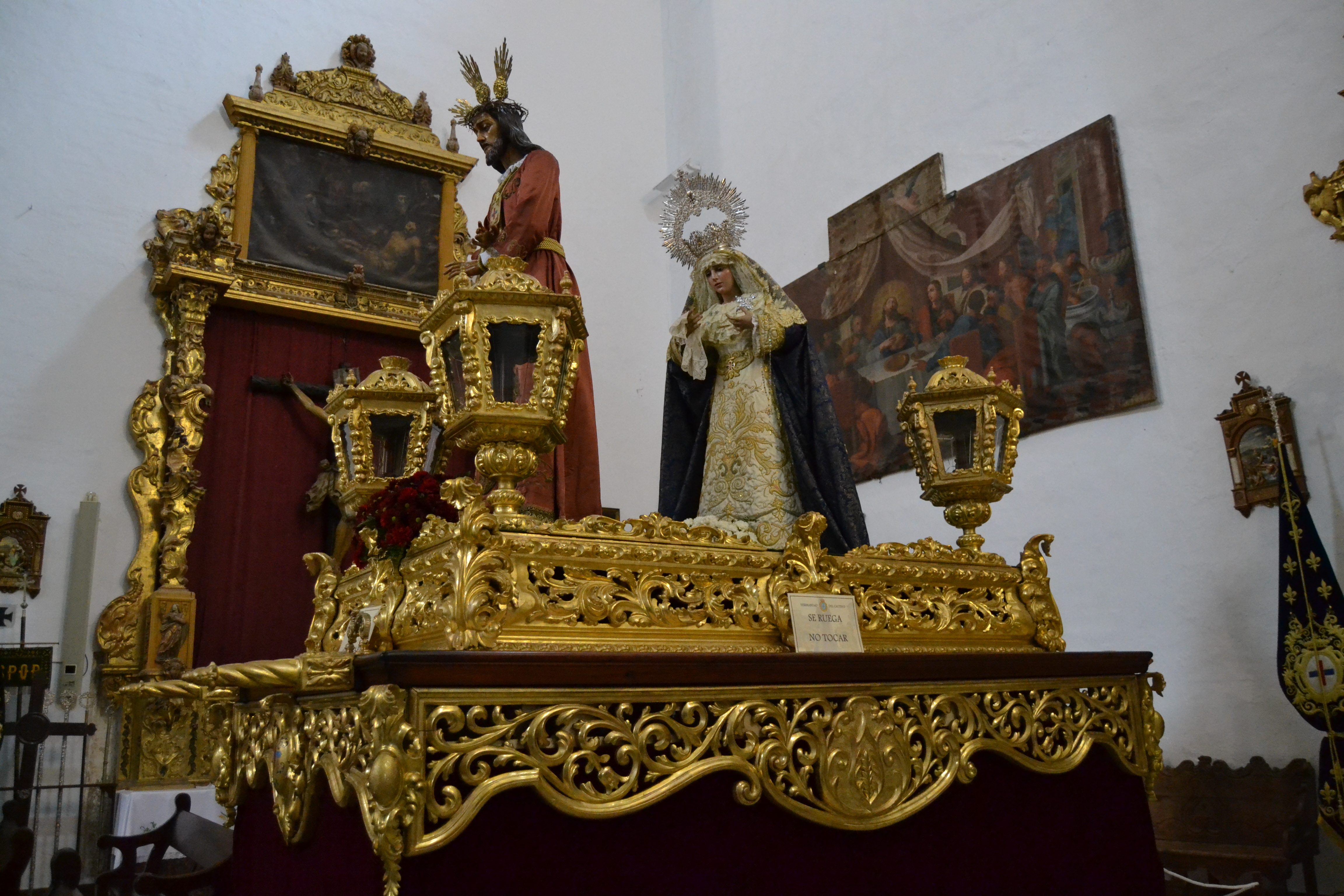
Paso con los titulares de la Hermandad del Cautivo

El principal acto de culto externo de esta Hermandad, es la Estación de Penitencia que hace con sus Sagrados Titulares por las calles de nuestra Ciudad y que tiene por objeto mediar y considerar el angustioso trance sufrido por Ntra. Sra. de la Amargura en el Cautiverio de Ntro. Sr. Jesucristo.
Esta Hermandad hará su estación de penitencia la noche del Martes Santo. El itinerario será el que la tradición y el Consejo Local de Hermandades determine.
En caso de fuerza mayor o porque el tiempo lo impida, se celebrará un acto de piedad con participación de todos los Hermanos Nazarenos, finalizando con el Credo, la Salve y el Padre Nuestro en recuerdo de los Hermanos fallecidos.

### Normas de la Estación de Penitencia
Para participar en la Estación de Penitencia, es imprescindible vestir el hábito de la Hermandad, consistente en túnica color negra azabache ceñida con un cíngulo de color bermejo, antifaz del mismo color con una cruz y una capa de color blanco. La medalla de la Hermandad irá prendida del cuello y siempre sobre la túnica y bajo el antifaz.
Los Hermanos Nazarenos se dirigirán en silencio absoluto por el camino más corto desde su casa a la Parroquia, estando completamente prohibido que lo hagan con el antifaz levantado y subsistiendo esta misma prohibición durante el Cortejo.
Durante la Estación de Penitencia, se guardará la dignidad y compostura que requiere el acto, guardando absoluto silencio durante todo el recorrido. Se permanecerá en el lugar que se le asigne y no abandonará dicho puesto a lo largo de todo el recorrido, a menos que exista fuerza mayor, en cuyo caso se lo comunicará al Oficial de Tramo pidiendo autorización para abandonar la fila, si fuera necesario.

## Patrimonio

### 'Bacalao' de la Hermandad
A finales del 2017, y siguiendo la línea de la Junta de Gobierno de mejorar y ampliar el patrimonio, se realizó el nuevo bacalao de la corporación. Esta realizado en aplicación y bordado, destacando el canutillo, las sedas o la pedrería, todo realizado sobre terciopelo azul marino. En el centro observamos el escudo de la Hermandad enmarcado con hojas de acanto, situándose en la parte superior flores de lis en representación del título de Real de nuestra Hermandad. En la faldilla inferior podemos observar un corazón rodeado de una corona de espinas del cual mana sangre y lo corona llamas de gules, en representación de la Amargura de la Virgen. Completa la zona más flores de lis, y rematando el conjunto fleco de canutillo en hilo de oro.

### Paso de Misterio
La talla de Nuestro Padre Jesús Cautivo y Rescatado se presenta en un paso de madera tallado y dorado. A mediados de los cincuenta, se realiza la canastilla del paso y los faroles pentagonales de estilo neobarroco, obras del tallista y dorador sevillano Peralta. El juego de respiraderos parecen ser los antiguos del paso de palio de la Virgen de la Esperanza de la Hermandad de la Santa Vera+Cruz, aunque se hicieron mejoras y añadidos en un taller de carpintería de la localidad. En el año 2017 se le realiza una nueva parihuela por Carpintería Falcón de Cazalla de la Sierra, así como se le añade un molduron proveniente del paso de la Hermandad de la Borriquita. Se reponen piezas y se arregla parte del dorado. 

### Paso de palio
El paso de palio de María Santísima de la Amargura es obra del taller de hijos de Elena Caro, en el cual se puede observar la Inmaculada Concepción en la gloria del techo y en el frontal el símbolo de la Virgen. Los varales son obra del afamado taller de Manuel de los Ríos. El manto de salida fue ejecutado fue ejecutado por Benito Molero, en su taller de Cantillana, siendo de color burdeos, así como una saya que complementa el conjunto la cual lleva la cotilla bordada en hilo de oro. La candelería fue adquirida en Lucena (Córdoba), siendo de una factura sencilla con macollas en fundición con relieves, siendo la más completa de la localidad. Luce respiraderos frontal, sin estar completados los laterales ni la trasera. Posee un juego de cuatro jarras violeteras, así como ocho más que se colocan entre los varales.

## Sede canónica

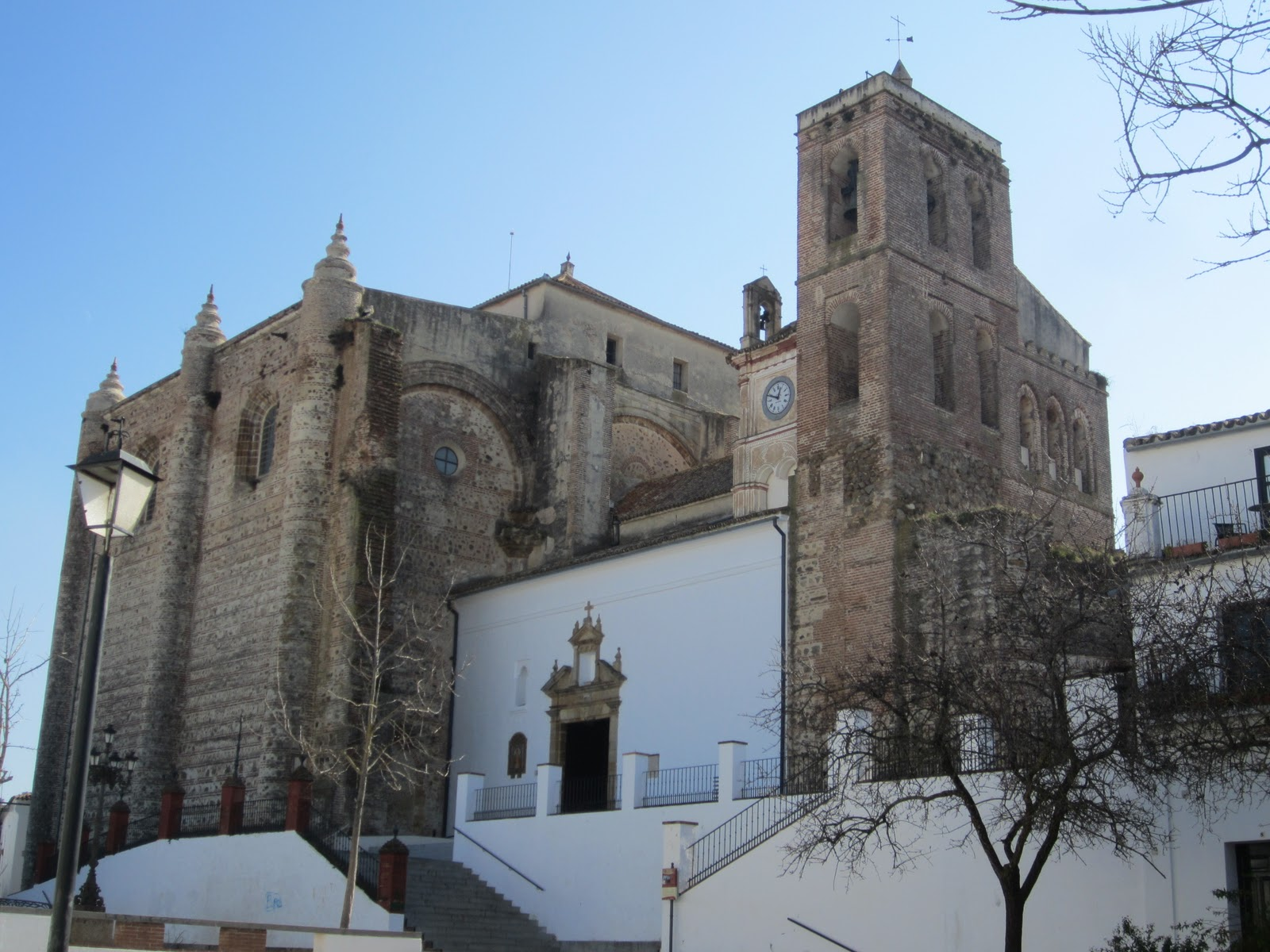
Parroquia de Cazalla.

Adosado a una puerta de las antiguas murallas almohades, en las que se realizaron diversas obras y reformas en estilo mudéjar, se levanta este templo, uno de los más destacados de la arquitectura sevillana. Parece ser que es en 1350 cuando tiene lugar la construcción de la primitiva iglesia mudéjar.
Presenta tres momentos constructivos diferentes. El primero puede fecharse en los siglos XIV y XV, construyéndose entonces una iglesia mudéjar con tres naves, ábside poligonal y torre-fachada. En 1538 se inicia una segunda etapa, que no llegó a finalizarse, en la que se derribó parte de la obra anterior, comenzándose la construcción de un nuevo templo de tipo renacentista, planta rectangular, y con tres naves cubiertas con bóvedas vaídas casetonadas soportadas por grandes pilares con columnas adosadas. La tercera fase tuvo lugar en el segundo tercio del siglo XVIII, reformándose los tramos aún existentes de la primitiva iglesia mudéjar, cubriéndolos con bóvedas de cañón y lunetos, y levantándose la portada lateral.
Elementos destacados del conjunto son, en primer lugar, la torre-fachada, compuesta por dos núcleos claramente diferenciados y con una portada ojival; y en segundo término, el interior renacentista, cuyos pilares, rematados por dados de entablamento en los que se sitúan relieves con apóstoles y santos, son una copia bastante fiel de los soportes empleados en la Sacristía Mayor de la Catedral de Sevilla. Con la obra renacentista se relaciona la inscripción situada en uno de los muros exteriores que se fecha en 1538. Parece ser que fue Diego de Riaño el maestro que comenzó la obra de esta Iglesia Parroquial dejándola inconclusa, teniendo que ser su discípulo-aparejador Martín de Gainza, quien la concluyera tras la muerte del maestro.
El Retablo Mayor, compuesto por banco, dos cuerpos de tres calles separadas por columnas corintias y ático, procede del convento franciscano de San Sebastián de Carmona y puede fecharse en el primer tercio del siglo XVII. En él se han colocado diferentes esculturas y relieves de diferentes épocas y estilos. Destacan las escenas de la Anunciación y Circuncisión, así como las imágenes de San Pedro y San Pablo, correspondiente al desaparecido Retablo Mayor contratado con Juan de Oviedo y de la Bandera en el año 1592 y concluido en 1607, cuyo dorado y policromía fueron obra de Vasco Pereira y Francisco Cid. Este retablo fue destruido durante la Guerra Civil, aunque se conserva su motivo central, el espléndido relieve de la Adoración de los Pastores, en el Museo Marés de Barcelona. En otros registros del retablo aparecen esculturas de San José, San Sebastián, San Miguel, San Rafael, datables en el siglo XVIII. En las calles laterales se encuentran esculturas de San Joaquín y Santa Clara, ambas del siglo XVIII. En el ático figura una pintura sable tablas que parece representar a Dios Padre, datable en el primer cuarto del siglo XVII.

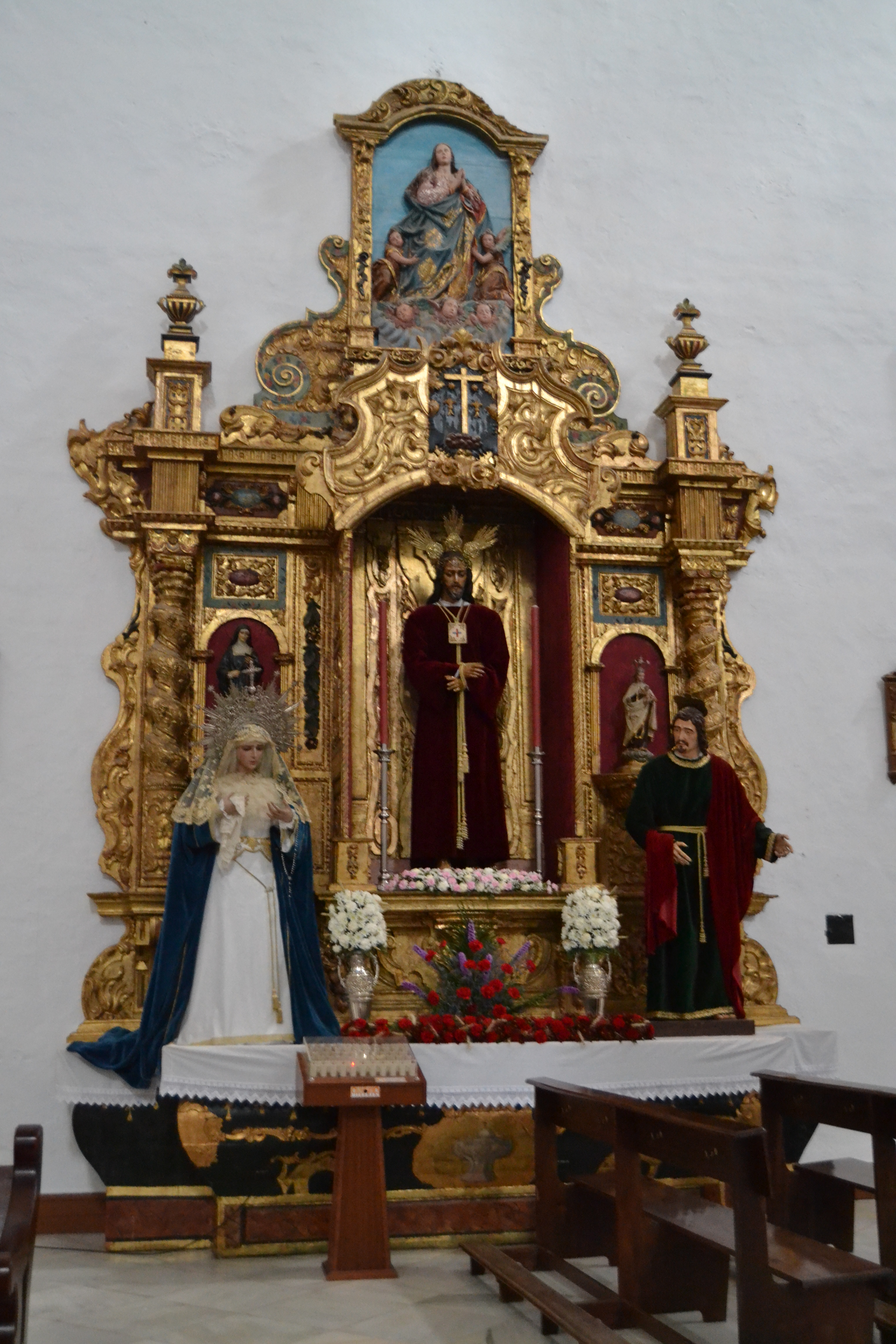
Altar de la Hermandad del Cautivo de Cazalla

El retablo colateral derecho está formado con elementos de acarreo y en él destacan dos pequeños relieves, al parecer de los evangelistas, que pudieron formar parte de las puertas que el desaparecido Retablo Mayor presentaba en el lado izquierdo. En esta misma nave se encuentra un retablo recompuesto con elementos de los siglos XVII y XVIII, en cuyo ático figura un relieve de la Asunción, datable a mediados del siglo XVII. La Pila Bautismal que se encuentra en la capilla bautismal es de estilo mudéjar, fechada en 1350.
Por los muros de la Iglesia hay distribuido un abundante conjunto de pinturas barrocas. Entre otras cabe citar, un apostolado, de escuela sevillana de mediados del siglo XVII; dos lienzos de gran tamaño que representan la Última Cena y la Comida en Casa de Simón, de recuerdo marienista pero de la misma fecha, y las pinturas del Nacimiento y Presentación de la Virgen, correspondientes al siglo XVIII. De este mismo siglo son los lienzos de San Cristóbal, Cristo apareciéndose a Santo Domingo, el de San José y el de San Juan Bautista con el Niño Jesús. En las paredes del Presbiterio están colocados dos lienzos, uno de ellos representa la Anunciación, el otro, dedicado a la Inmaculada, pertenece al siglo XVIII.
Diversas piezas de orfebrería conserva la Parroquia de Ntra. Sra. de Consolación, después de la destrucción y saqueo acontecido en 1936. Entre las más destacadas están: una bandeja de plata de forma decagonal, que lleva un escudo nobiliario al centro y una orla de grutescos, presentando el punzón de Sevilla, y de los plateros Gallego y Ortega, que puede fecharse en el tercer cuarto del siglo XVI; una Cruz Parroquial con temas geométricos y relieves, datable en el primer tercio del siglo XVII; un Copón de plata decorado con rocallas, que lleva los punzones de Sevilla y del platero Cárdenas, datable en la segunda mitad del siglo XVIII; cuatro blandones de plata con motivos de rocalla, punzonados por García y Gargallo, datables en torno a 1800 y dos Cálices de plata lisa de principio del siglo XIX, uno de ellos obra cordobesa, punzonada por Vega y Herrera.
Bien de Interés Cultural, la Iglesia de Nuestra Señora de Consolación de Cazalla está declarada como Monumento en 1983.
- Datos: Q56378439